# ميتش سيلبا
ميتش سيلبا (بالإنجليزية: Mitch Silpa) هو مخرج وممثل أمريكي، ولد في 9 يناير 1973 بلوس أنجلوس في الولايات المتحدة.

## أعمال

### أفلام
- (2011) الإشبينات[3]
- (2013) الحرارة[4]
- (2015) جاسوس[5]
- (2016) الرئيسة[6]

### مسلسلات
- الإخوة والأخوات
- بنات غيلمور
- جوي
- ذا ميدل
- فتاتان مفلستان

## وصلات خارجية
- ميتش سيلبا على موقع IMDb (الإنجليزية)
- ميتش سيلبا على موقع ألو سيني (الفرنسية)
- ميتش سيلبا على موقع أول موفي (الإنجليزية)
- ميتش سيلبا على موقع قاعدة بيانات الأفلام السويدية (السويدية)
- ميتش سيلبا على موقع قاعدة بيانات الفيلم (الإنجليزية)
- ميتش سيلبا على موقع كينوبويسك (الروسية)